# Richie McCaw
Richie McCaw (ur. 31 grudnia 1980 w Oamaru) – nowozelandzki rugbysta, kapitan reprezentacji All Blacks, z którą zdobył Puchar Świata w Rugby w 2011. Na co dzień występuje na pozycji prawego rwacza w regionalnej drużynie Canterbury oraz grającym w lidze Super 14 zespole Crusaders. McCaw uważany jest za jednego z najlepszych zawodników na jego pozycji, ze swoimi kluczowymi cechami, do których należą zdolność przewidywania gry oraz dostosowowanie się do orzeczeń sędziego.

## Przebieg kariery

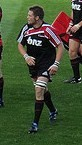
McCaw w barwach Crusaders

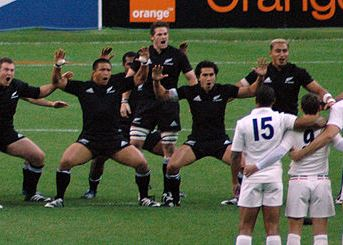
McCaw prowadzący Hakę

McCaw dorastał w rolniczym Północnym Otago, zanim w 1994 roku przeniósł się do Dunedin, gdzie uczęszczał do Otago Boys' High School. W 1999 roku przeprowadził się do Christchurch, gdzie rozpoczął studia na Lincoln University. Został wówczas wybrany do reprezentacji do lat 19. W kolejnym roku występował w reprezentacji do lat 21 oraz regionalnej drużyny Canterbury, zanim w 2001 roku zadebiutował w barwach Crusaders w lidze Super Rugby.
McCaw został powołany do seniorskiej reprezentacji na mecze pod koniec roku 2001, pomimo że wcześniej w lidze Super 12 rozegrał jedynie 8 minut. W barwach All Blacks zadebiutował w meczu przeciwko Irlandii, po którym został wybrany graczem meczu. Dobre występy zaowocowały kolejnymi powołaniami, w tym na rozgrywany w 2003 roku Puchar Świata. Podczas tego turnieju był podstawowym prawym rwaczem zespołu. McCaw stał się pewnym zawodnikiem pierwszego składu drużyny narodowej, opuszczając mecze All Blacks jedynie ze względu na odnawiające się kontuzje. W 2006 roku został kapitanem reprezentacji przejmując tę funkcję od Tany Umagi. jako kapitan prowadził kadrę podczas turnieju o Puchar Świata w 2007 roku, kiedy jako porażkę uznano odpadnięcie w ćwierćfinale Mimo tego McCaw pozostał kapitanem drużyny, doprowadzając All Blacks do kolejnego turnieju mistrzowskiego, w roku 2011.
Nowozelandczyk podczas swojej kariery wraz z drużyną Canterbury pięciokrotnie zdobył mistrzostwo kraju regionów, z Crusaders dziewięć razy dotarł do półfinału Super Rugby, przy czym w całych rozgrwkach triumfował czterokrotnie. Od czasu swojego debiutu dla All Blacks siedmiokrotnie zdobył Puchar Trzech Narodów, trzy razy uczestniczył w wyjazdach, w których kadra Nowej Zelandii zdobyła tzw. Wielkiego Szlema (zwycięstwo nad wszystkimi czterema Home Nations). Osiem razy wraz z reprezentacją zdobył Bledisloe Cup.
W 2010 roku McCaw rozegrał swój setny mecz w lidze Super Rugby. W tym samym roku wyrównał rekord liczby występów w drużynie narodowej (94), którą jednocześnie prowadził jako kapitan w rekordowych 57 oficjalnych meczach. Trzy razy został przez IRB wybrany graczem roku (2006, 2009, 2010). W 2010 roku jego kontrakt reprezentacyjny opiewał na kwotę 750 000 NZ$, co jest kwotą równą rekordowi zarobków w Nowej Zelandii. Podczas meczu fazy grupowej Pucharu Świata w 2011 roku przeciw Francji McCaw został pierwszym graczem All Blacks, który osiągnął barierę 100 meczów w reprezentacji.

## Osiągnięcia
| Rok  | Canterbury (NPC) | Crusaders (Super Rugby)               | All Blacks (Puchar Trzech Narodów) | Wyróżnienia                                                                 | Punkty kariery                                                                 |
| ---- | ---------------- | ------------------------------------- | ---------------------------------- | --------------------------------------------------------------------------- | ------------------------------------------------------------------------------ |
| 2001 | Mistrzostwo      | 10 miejsce (rozegrał jedynie 8 minut) | Brak powołania                     | Nowozelandzki Zawodnik Roku do lat 21 Zawodnik Roku w pierwszej dywizji NPC | Debiut w reprezentacji                                                         |
| 2002 | Półfinał         | Mistrzostwo                           | Mistrzostwo                        |                                                                             |                                                                                |
| 2003 | Nie grał         | Finał                                 | Mistrzostwo                        | Nowozelandzki Zawodnik Roku                                                 | Puchar Świata w 2003 roku                                                      |
| 2004 | Mistrzostwo      | Finał                                 | Nie grał ze względu na kontuzję    | Zawodnik Roku w pierwszej dywizji NPC                                       |                                                                                |
| 2005 | Półfinał         | Mistrzostwo                           | Mistrzostwo                        |                                                                             | Wielki Szlem                                                                   |
| 2006 | Ćwierćfinał      | Mistrzostwo                           | Mistrzostwo                        | Zawodnik Roku w Nowej Zelandii Zawodnik Roku na Świecie według IRB          | Kapitan All Blacks                                                             |
| 2007 | Półfinał         | Półfinał                              | Mistrzostwo                        |                                                                             | Puchar Świata w 2007 roku                                                      |
| 2008 | Mistrzostwo      | Mistrzostwo                           | Mistrzostwo                        |                                                                             | Wielki Szlem                                                                   |
| 2009 | Mistrzostwo      | Półfinał                              | 2. miejsce                         | Zawodnik Roku w Nowej Zelandii Zawodnik Roku na Świecie według IRB          |                                                                                |
| 2010 | Mistrzostwo      | Półfinał                              | Mistrzostwo                        | Zawodnik Roku na Świecie według IRB Nowozelandzki Sportowiec Roku           | 100 występów w Super Rugby Wielki Szlem Rekord liczby występów w reprezentacji |